# Aeródromo Caleta Olivia
El Aeródromo de Caleta Olivia (o Aeródromo de Cañadón Seco) (FAA: CDS - IATA: CVI) es un aeropuerto argentino ubicado en la localidad de Cañadón Seco que da servicio a la ciudad de Caleta Olivia, Santa Cruz.